# Divisione di Jhansi
La divisione di Jhansi è una divisione dello stato federato indiano dell'Uttar Pradesh, di 4 180 021 abitanti. Il suo capoluogo è Jhansi.
La divisione di Jhansi comprende i distretti di Jalaun, Jhansi e Lalitpur.